# Zigeunerliebe (Operette)
Zigeunerliebe (ungarisch Cigányszerelem) ist eine romantische Operette in drei Akten von Franz Lehár. Das Libretto stammt von Alfred Maria Willner und Robert Bodanzky. Die Uraufführung fand am 8. Januar 1910 am Carltheater in Wien statt. Franz Lehár komponierte diese Operette zeitgleich mit dem Grafen von Luxemburg und dem Fürstenkind.

## Werk
Für die Dramatik und die romantische Stimmung des Stoffs hat Lehár wieder die Klänge der ihm vertrauten ungarischen Zigeunermusik eingesetzt, aber nicht nur die Csárdásrhythmen oder den typischen Zymbalklang, sondern vor allem vielfache Moll-Eintrübungen der Melodik und Harmonik.

„Kaum eine zweite Partitur des Komponisten ist melodisch so erfinderisch, harmonisch so verwegen, klanglich so farbenreich wie die der Zigeunerliebe. Kaum eine zweite entwirft so vielfältige, unermüdliche Rhythmen. Kaum eine zweite auch mobilisiert ungarische und zigeunerische Volksmusik derart triftig, aber auch mit derart unverwechselbarem persönlichen Stil.“

Die Rolle des Jonel Bolescu wurde bei der Uraufführung von Max Rohr gesungen.
1943 bearbeitete Lehár das Werk für die Budapester Bühne als Oper, Garabonciás.

## Handlung
Zorikas Verlobung mit dem charmanten, aber grundsoliden Jonel steht unmittelbar bevor. Doch eigentlich hat es ihr dessen Halbbruder, der feurige und flatterhafte Zigeunergeiger Józsi viel eher angetan, mit dem sie am liebsten auf und davon gehen würde. Ratlos, wie sie sich entscheiden soll, entsinnt sich Zorika des alten Volksglaubens, dass ein Mädchen, das in der Verlobungsnacht Wasser aus dem Fluss Czerna trinkt, die Zukunft voraussehen kann. Sie trinkt von dem Wasser, wird vom Nixengesang in den Schlaf gesungen und erlebt im Traum den Verlauf ihrer möglichen Verbindung zu Józsi. Wieder aufgewacht, ist sie froh, nur geträumt zu haben. Sie erkennt ihre wahren Gefühle und weiß, wohin sie gehört: zu Jonel.

## Orchester
Die Orchesterbesetzung der Oper umfasst die folgenden Instrumente:
- Holzbläser: zwei Flöten (2. auch Piccolo), zwei Oboen, zwei Klarinetten, Tárogató, zwei Fagotte
- Blechbläser: vier Hörner, zwei Trompeten, drei Posaunen, Tuba
- Pauken, Schlagzeug: große Trommel, Becken, hängendes Becken, kleine Trommel, Triangel, Tamtam, Glockenspiel, Zimbal
- Harfe
- Streicher
- Bühnenmusik: Zigeunerkapelle (Streichquintett, zwei Klarinetten, Zimbal), Glocken, Orgel oder Harmonium, Violine (virtuos)

## Bekannte Lieder
- Ich bin ein Zigeunerkind
- War einst ein Mädel
- Glück hat als Gast nie lange Rast
- Es liegt in blauen Fernen
- Hör' ich Cymbalklänge
- Zorika, Zorika, nun bist du mein
- Endlich, Józsi, bist du hier
- Schöne Tage
- Nur die Liebe macht (hält) uns jung
- Sag mir, o sag mir was die Liebe ist (Heckenröslein-Lied)

## Verfilmungen
1974 gab es eine Fernsehverfilmung mit Janet Perry (Zorika), Ion Buzea (Józsi), Adolf Dallapozza (Jonel), Colette Lorand (Ilona). Regie: Václav Kašlík.